# Heinrich Blume
Heinrich Blume (nascido em 25 de janeiro de 1887 em Hameln; falecido em 26 de julho de 1964 em Hannover) foi um professor alemão e membro anti-semita do Partido Nazi (NSDAP), ao qual aderiu na década de 1920.